# Chaetophora medleri
Chaetophora medleri is een keversoort uit de familie pilkevers (Byrrhidae). De wetenschappelijke naam van de soort is voor het eerst geldig gepubliceerd in 1978 door Johnson.